# بابی رایان
بابی رایان (انگلیسی: Bobby Ryan؛ زادهٔ ۱۷ مارس ۱۹۸۷) بازیکن هاکی روی یخ اهل ایالات متحده آمریکا است.
از باشگاه‌هایی که در آن بازی کرده‌است می‌توان به آناهایم داکس اشاره کرد.